# Епархия Суры
Епархия Суры (лат. Dioecesis Surena seu Surana ) — титулярная епархия Римско-Католической церкви с 1697 года. В настоящее время епархия является вакантной.

## История
Город Сура, который сегодня в современной Сирии отождествляется с населённым пунктом Сурия, в первые века христианства входил в состав римской провинции Сирия Диоцеза Восток. В Суре находилась кафедра епископа Антиохийского патриархата. Согласно сочинению Notitia Episcopatuum, епархия Суры входила в VI веке в состав митрополии Иераполиса Сирийского.
Известны имена двух античных епископа Суры. Епископ Ураний подписал решения Халкидонского собора 451 года. Епископ Марий был изгнан в 518 году из города последователями монофизитства.
С 1697 епархия Суры является титулярной епархией Римско-Католической церкви. С 21 января 1973 года епархия является вакантной. 

## Восточные епископы
- епископ Ураний (упоминается в 451 году);
- епископ Марий (упоминается в 518 году)

## Титулярные епископы
- епископ Louis Quémeneur (13.08.1697 — ?);
- епископ Alexander John Grant (16.09. 1727 — 19.09.1727);
- епископ William Egan (8.03.1771 — 1774), назначен епископом Уотерфорда и Лисмора;
- епископ Paolo Antonio (Raimondo di San Giuseppe) Boriglia (Roviglia), O.C.D.[2] (6.03.1803 — 7.07.1816);
- епископ Étienne-Raymond Albrand, M.E.P. (24.02.1849 — 22.04.1853);
- епископ Henri-Louis-Charles Maret (22.07.1861 — 15.09.1882), назначен титулярным архиепископом Навпакта;
- епископ Domenico Tempesta O.F.M.Ref. (22.12.1882 — 14.03.1887), назначен епископом Тривенто;
- епископ Pietro Paolo de Marchi O.F.M.Obs. (13.02.1889 — 30.08.1901);
- епископ Antônio Augusto de Assis (10.07.1907 — 29.11.1909), назначен епископом Позу-Алегри;
- епископ Angelo Balzano (29.04.1909 — 12.12.1910);
- епископ Ignaz Rieder (2.01.1911 — 7.10.1918), назначен архиепископом Зальцбурга;
- епископ Jean-François-Étienne Marnas (10.03.1919 — 19.03.1921), назначен епископом Клермона;
- епископ Джон Джозеф Суинт (22.02.1922 — 11.12.1922), назначен епископом Уилинга;
- епископ Vlaho Barbić (20.12.1923 — 18.11.1928);
- епископ István Hász (28.02.1929 — 27.01.1973);
  - вакансия с 1973 года.

## Источник
- Pius Bonifacius Gams, Series episcoporum Ecclesiae Catholicae, Leipzig 1931, p. 437  (лат.)
- Michel Lequien, Oriens christianus in quatuor Patriarchatus digestus, Parigi 1740, Tomo II, coll. 949—950  (лат.)
- Sura, Catholic Encyclopedia  (англ.)
- Konrad Eubel, Hierarchia Catholica Medii Aevi, vol. 5, p. 366; vol. 6, p. 389; vol. 7, p. 354; vol. 8, pp. 529—530  (лат.)